# Out Here
Out Here är det femte albumet med det amerikanska rockbandet Love. Albumet är bandets första på skivbolaget Blue Thumb Records och deras första och enda dubbel-LP. Blue Thumb Records lanserade albumet i USA december 1969 och Harvest Records lanserade albumet i Storbritannien.

## Låtlista

### LP 1
Sida 1
1. "I'll Pray for You" – 3:50
2. "Abalony" – 1:50
3. "Signed D.C." – 5:15
4. "Listen to My Song" – 2:28
5. "I'm Down" – 3:48

Sida 2
1. "Stand Out" – 3:00
2. "Discharged" – 1:30
3. "Doggone" – 12:00

### LP 2
Side 1
1. "I Still Wonder" (Jay Donnellan, Arthur Lee) – 3:05
2. "Love Is More Than Words or Better Late Than Never" – 11:20
3. "Nice to Be" – 1:50
4. "Car Lights On in the Daytime Blues" – 1:10

Sida 2
1. "Run to the Top" – 3:00
2. "Willow Willow" – 3:22
3. "Instra-Mental" – 3:00
4. "You Are Something" – 2:05
5. "Gather 'Round" – 4:50

## Medverkande
- Arthur Lee – rytmgitarr, munspel, piano, orgel, sång
- Jay Donnellan – sologitarr
- Frank Fayad – basgitarr
- George Suranovich – trummor
- Paul Martin – sologitarr
- Gary Rowles – sologitarr (track 10)
- Drachen Theaker – trummor
- Jim Hobson – orgel, piano